# Aura Cristina Geithner
Aura Cristina Geithner (Bogotá, Kolumbia, 1967. március 9. –) kolumbiai színésznő.

## Élete és pályafutása
1967. március 9-én született Bogotában. Édesapja, Harry Geithener színész, édesanyja, Cristina Cuesta gyermekpszichológus. Három testvére van, Harry, az ikertestvére, valamint Catherine és John. 
Első szerepét 1989-ben kapta a La rosa de los vientos című telenovellában.

## Telenovellák
| Év   | Cím                                        | Szerep                        | Magyar hang                  |
| ---- | ------------------------------------------ | ----------------------------- | ---------------------------- |
| 1989 | La rosa de los vientos                     | Maria Conchita                |                              |
| 1990 | Te voy a enseñar a querer                  | Diana River                   |                              |
| 1991 | La casa de las dos palmas                  | Zoraida Velez                 |                              |
| 1992 | Sangre de lobos                            | Silvia Martinez               |                              |
| 1993 | La potra de Zaina                          | Soledad Ahumada               |                              |
| 1995 | Eternamente Manuela                        | Manuela Quijano               |                              |
| 1997 | Hombres                                    | Maria del Pilar Velazquez     |                              |
| 2001 | Secreto de amor                            | Barbara Serrano Zulbaran      |                              |
| 2003 | Gata salvaje (Vadmacska)                   | Maribella Tovar               | Rudolf Teréz / Solecki Janka |
| 2004 | Luna, la heredera (Luna, az örökösnő)      | Daniela Lombardo              | Gajai Ágnes                  |
| 2005 | La tormenta                                | Bernarda Ayala                |                              |
| 2007 | Las profesionales, a su servicio           | Beatriz Gonzales              |                              |
| 2009 | Secretos del alma                          | Laura Kuri                    |                              |
| 2011 | Cielo Rojo                                 | Mariana de Molina             |                              |
| 2012 | Quererte así                               | Emilia Duncan                 |                              |
| 2012 | Los Rey                                    | Lucero Longoria               |                              |
| 2014 | Siempre tuya Acapulco (Elfeledett szerelem | Angustias Molina de Hernández | Farkasinszky Edit            |
| 2016 | Despertar contigo (Álmodj velem!)          | Antonia Santamaría            | Farkasinszky Edit            |